# W stronę słońca (film 2005)
W stronę słońca (ang. Into the Sun) – amerykańsko-japoński thriller z 2005 roku w reżyserii minka. Remake filmu Yakuza (1974) Sydneya Pollacka.

## Obsada
- Steven Seagal – Travis Hunter
- Chiaki Kuriyama – Córka gubernatora
- Kosuke Toyohara – Fudomyo-o
- Munehisa Fujita – Detektyw Meada
- Matthew Davis – Agent Mac
- Daisuke Honda – Kawamura
- Akira Terao – Matsuda
- Takao Osawa – Kuroda
- Namihiko Ohmura – Takeshi
- Pace Wu – Mai Ling
- Kanako Yamaguchi – Nayako
- William Atherton – Agent Block
- Eddie George – Jones
- Roy Oguri – Kenji
- Juliette Marquis – Jewel
- Sokyu Fujita – Śledczy Maeda
- Ken Lo - Chen

i inni. 

## Fabuła
Zostaje zamordowany gubernator Tokio. Sprawą zajmuje się były agent CIA Travis Hunter (Steven Seagal).
W czasie śledztwa okazuje się, że to dopiero początek walki z korupcją i przemocą. Przywódcą wroga jest Yakuzy Haruki Jo, który w powiązaniu z chińską mafią chce na dużą skalę być dystrybutorem narkotyków. Steven Seagal znowu musi poradzić sobie ze 'złymi ludźmi'.

## Produkcja
Film był kręcony w Tokio i  Bangkoku.